# Terron-sur-Aisne
Terron-sur-Aisne est une commune déléguée de Vouziers et une ancienne commune française, située dans le département des Ardennes en région Grand Est.
Par arrêté du 11 mai 2016, depuis le 1er juin 2016, Vrizy et Terron-sur-Aisne sont rattachées à la commune de Vouziers pour former une commune nouvelle.

## Histoire
Suivant une charte de l'année 650 environ, Grimoald donna à l’évêque Remacle et aux monastères de Malmédy et de Stavelot dont il était abbé, la villa Germiniacum située dans le pagus Remensis avec tous ses accessoires à savoir deux moulins sur la Suippe (suos molendinos in Supia), une vigne in Boterio et une autre appendicia que dicitur Terune juxta fluviolum Axina. À cette époque, Terron-sur-Aisne semble donc être, au moins pour partie, une dépendance de Germigny-Pend-la-Pie et surtout, l'on y cultive déjà la vigne.
La rue principale de la commune se nomme " Rue de Vaulx-en-Velin " : Durant la guerre de 14/18, des centaines de villages de France ont été détruits par les bombardements incessants de l’armée allemande. La région de Verdun et les Ardennes ont été les terrains les plus touchés, des millions d’obus ayant été envoyés. Après la guerre, il a fallu reconstruire les villages, les routes, les rails, les ponts... Cela réclamait des sommes gigantesques pour une région sinistrée : le gouvernement fit alors appel à la solidarité nationale et créa le Ministère de la Reconstruction et des régions sinistrées. Un système de parrainage fut proposé aux communes moins ou peu touchées par les obus : Vaulx-en-Velin, toujours à l’avant-garde dans toute œuvre solidaire se proposa tout de suite pour participer au financement de la reconstruction du village de Terron sur Aisne. Le conseil municipal vota les subventions nécessaires (sur 5 ans) et la population de Terron-sur-Aisne retrouva son petit village en 1924/1925.
Pour remercier cette ville du Rhône, Terron-sur-Aisne attribua alors le nom de sa rue principale "rue de Vaulx-en-Velin".

## Politique et administration

### Liste des maires successifs
| Période                                  | Période     | Identité         | Étiquette | Qualité |
| ---------------------------------------- | ----------- | ---------------- | --------- | ------- |
| Les données manquantes sont à compléter. |             |                  |           |         |
| mars 2001                                | mars 2014   | Pascal Afchain   |           |         |
| mars 2014                                | 31 mai 2016 | Thierry Chartier |           |         |

### Liste des maires déléguées successifs
| Période       | Période  | Identité         | Étiquette | Qualité |
| ------------- | -------- | ---------------- | --------- | ------- |
| 1er juin 2016 | En cours | Thierry Chartier |           |         |

## Population et société

### Démographie
L'évolution du nombre d'habitants est connue à travers les recensements de la population effectués dans la commune depuis 1793. À partir du 1er janvier 2009, les populations légales des communes sont publiées annuellement dans le cadre d'un recensement qui repose désormais sur une collecte d'information annuelle, concernant successivement tous les territoires communaux au cours d'une période de cinq ans. 
Pour les communes de moins de 10 000 habitants, une enquête de recensement portant sur toute la population est réalisée tous les cinq ans, les populations légales des années intermédiaires étant quant à elles estimées par interpolation ou extrapolation. Pour la commune, le premier recensement exhaustif entrant dans le cadre du nouveau dispositif a été réalisé en 2008,.
En 2014, la commune comptait 108 habitants, en évolution de −6,09 % par rapport à 2009 (Ardennes : −1,26 %, France hors Mayotte : +2,49 %).
| 1793 | 1800 | 1806 | 1821 | 1831 | 1836 | 1841 | 1846 | 1851 |
| ---- | ---- | ---- | ---- | ---- | ---- | ---- | ---- | ---- |
| 626  | 540  | 656  | 702  | 694  | 476  | 635  | 615  | 643  |

| 1866 | 1872 | 1876 | 1881 | 1886 | 1891 | 1896 | 1901 | 1906 |
| ---- | ---- | ---- | ---- | ---- | ---- | ---- | ---- | ---- |
| 522  | 479  | 447  | 430  | 388  | 362  | 379  | 358  | 356  |

| 1911 | 1921 | 1926 | 1931 | 1936 | 1946 | 1954 | 1962 | 1968 |
| ---- | ---- | ---- | ---- | ---- | ---- | ---- | ---- | ---- |
| 334  | 247  | 279  | 250  | 218  | 199  | 216  | 173  | 144  |

| 1975 | 1982 | 1990 | 1999 | 2008 | 2013 | 2014 | - | - |
| ---- | ---- | ---- | ---- | ---- | ---- | ---- | - | - |
| 132  | 127  | 118  | 114  | 116  | 108  | 108  | - | - |

## Économie
- Exploitations agricoles.

## Culture locale et patrimoine

### Lieux et monuments
- Église Saint-Julien.